# Génération 78
Singles de Dalida
Salma Ya Salama Ca me fait rêver
Génération 78 est le titre d'un pot-pourri réunissant pas moins de 16 des plus gros succès de Dalida et interprété en duo avec Bruno Guillain.
La chanson est construite comme étant l'hommage d'un adolescent à sa chanteuse. L'adolescent chantant les couplets et Dalida répondant par les refrains de ses chansons. 
Premier vidéo-clip de la chanteuse, la chanson est souvent promotionnée en télévision. Elle se vend à plus de 300 000 exemplaires et atteint la 8e place des ventes en mai 1978.

## Le 45 tours
Il présente le pot-pourri sur ses deux faces (3 min 50 s et 2 min 50 s) le sectionnant sur le pont musical entre Ciao Ciao Bambina et T'aimer follement.
Les chansons reprises dans le pot-pourri sont les suivantes : Come prima - Gondolier - Dans le bleu du ciel bleu - Romantica - J'attendrai - Darla dirladada - Paroles...Paroles... - Les enfants du Pirée - Ciao, ciao bambina - T'aimer follement - Le Jour où la pluie viendra - Il venait d'avoir 18 ans - Gigi l'amoroso - Les gitans - Salma Ya Salama et Bambino, (Salma Ya salama n'étant reprise que par le chanteur et non Dalida).

## Le maxi 45 tours
Pour répondre à la demande des discothèques et disc-jockeys, la chanson est commercialisée dans son intégralité (6 min 40 s) en maxi 45 tours (le premier pour la chanteuse) dans sa version intégrale. La face B le titre disco "Quand s'arrêtent les violons" est extraite du 30 cm précédent : "Salma Ya Salama".

## Classement hebdomadaire
| Classement (1978) | Meilleure position |
| ----------------- | ------------------ |
| Turquie           | 12                 |
| Québec            | 6                  |
| France            | 8                  |